# Reina Valera
La Reina Valera és la primera traducció en espanyol de la Bíblia, publicada per primera vegada el 1569 a Basilea, Suïssa amb el sobrenom de "Bíblia de l'Ós", que va aconseguir molt àmplia difusió durant la Reforma Protestant del segle xvi, és una de les més universalment acceptades, per totes les esglésies cristianes protestants. Es tracta també de la Bíblia acceptada per totes les Esglésies Evangèliques de tot el món Hispànic, i fins i tot pels Adventistes i pels Mormons.
Fou la primera traducció castellana completa, directa i literal de la Bíblia a partir dels textos en grec, hebreu i arameu. Considerada per alguns una de les més fidels i més autoritzades versions castellanes del Text Masorètic hebreu-arameu del Tanakh, i del Textus Receptus grec del Nou Testament.
Deu el seu nom a Casiodoro de Reina, el seu autor principal, i de Cipriano de Valera, el seu primer revisor,. Dos homes de lletres sagrades que eren monjos catòlics jerònims del Monestir de Sant Isidoro del Campo (Santiponce, província de Sevilla) que s'havien exiliat d'Espanya després de ser perseguits per la Inquisició a causa de les seves simpaties amb les idees dels reformadors protestants Luter i Joan Calví.

## Traducció de Reina
Casiodoro de Reina, monjo jerònim espanyol del Monestir de San Isidoro del Campo, després d'anar-se'n a l'exili per escapar de la persecució de la Inquisició espanyola, treballà durant dotze anys en la traducció de la Bíblia. La Bíblia de l'Ós fou publicada a Basilea, Suïssa. És anomenada Bíblia de l'Ós per la il·lustració a la seva portada d'un os que intenta arribar a un rusc de mel penjat d'un arbre. Es col·locà aquesta il·lustració, logotip de l'impressor bavarès Mattias Apiarius, a la portada per evitar l'ús d'icones religioses, perquè en aquell temps estava prohibida qualsevol traducció de la Bíblia a llengües vernacles.